# ويليام سميث (رجل أعمال)
ويليام سميث (بالإنجليزية: William Smith)‏ هو شخصية أعمال أمريكي، ولد في 2 سبتمبر 1818 في كانتربيري في المملكة المتحدة، وتوفي في 6 فبراير 1912.